# Capacete M1940

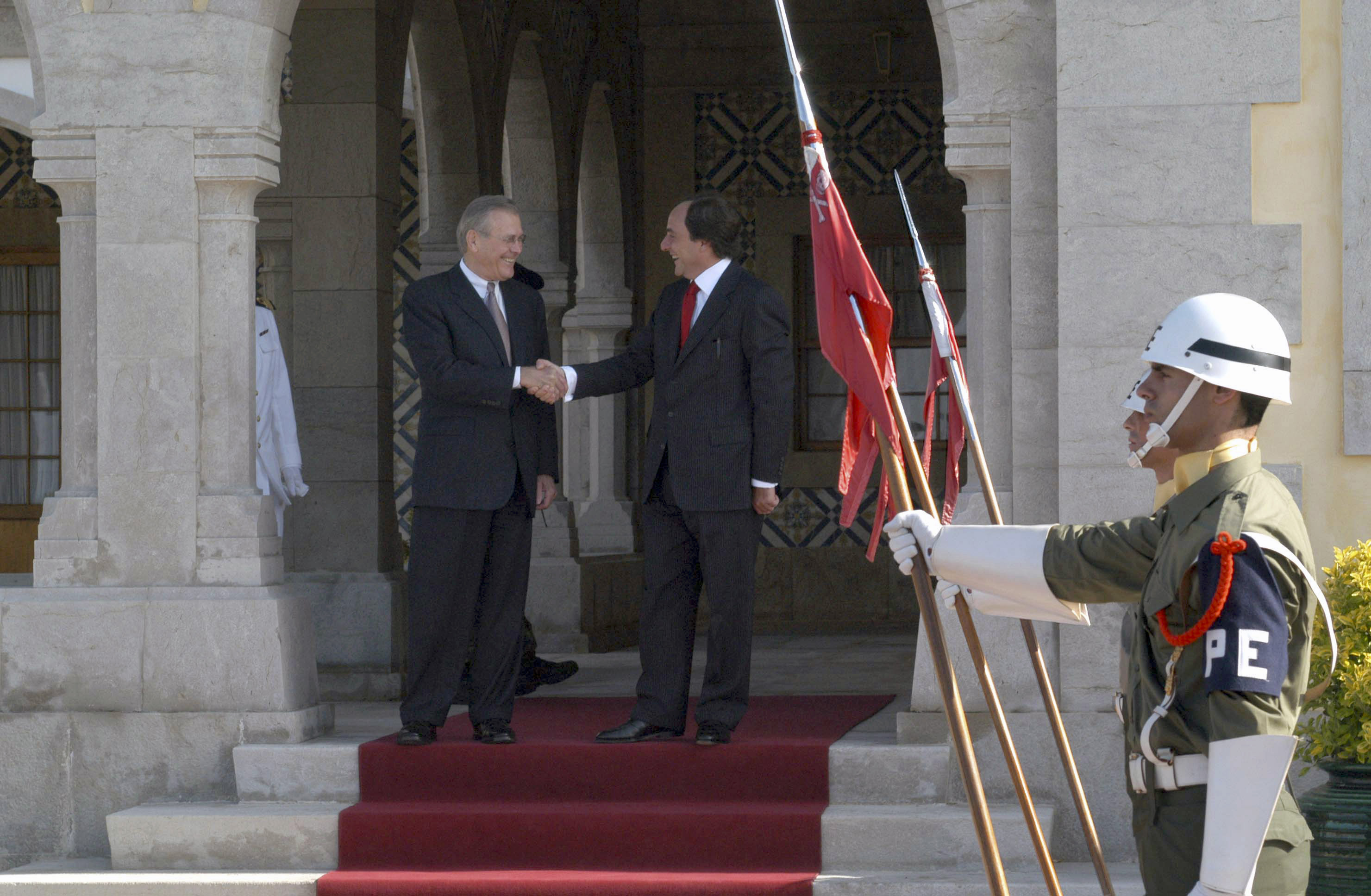
Soldados da guarda de honra do Regimento de Lanceiros N.º 2 usando capacetes M1940-63 brancos.

O capacete M1940 foi o principal capacete de combate utilizado pelas Forças Armadas de Portugal, desde a década de 1940 até ao final da década de 1960. O M1940-63 e o M1940-63 de pára-quedista são versões melhoradas do capacete M1940 que foram introduzidos na década de 1960 e ainda são de uso limitado. Além de serem utilizados pelas Forças Armadas, os capacetes M1940 e M1940-63 também foram utilizados pelas Forças de Segurança de Portugal, incluindo a Polícia de Segurança Pública e a Guarda Nacional Republicana (GNR). Este capacete foi amplamente substituído pelo PASGT no início dos anos 1990.

## História
Até ao início da década de 1940, o capacete de combate padrão do Exército Português era o capacete Brodie, adoptado durante a Primeira Guerra Mundial, das quais estavam em uso duas versões, referidas no serviço português como M1916 e M1917.
No final da década de 1930, foi decidido substituir o M1916 e o M1917 por um novo capacete moderno. Vários capacetes estrangeiros foram testados e finalmente um projeto português foi adoptado em 1940, sendo designado M1940. O M1940 terá sido inspirado no projeto dos capacetes utilizados pelos soldados portugueses do século XV. Foi feito em aço e fabricado pela Fábrica de Braço de Prata em Lisboa.
No início da década de 1960, uma versão modernizada do M1940 foi desenvolvida e adotada em 1963 como M1940-63. O M1940-63 tinha uma variante projetada especificamente para uso por pára-quedistas.
De 1961 a 1974, os capacetes M1940 e M1940-63 foram utilizados em combate pelas Forças Armadas e de Segurança Portuguesas na Guerra do Ultramar.
Embora em grande parte substituído no final da década de 1980 pelos modernos capacetes de combate em kevlar, o M1940-63 ainda tem uso limitado, nomeadamente como capacete cerimonial utilizado pela Polícia do Exército Português.